# Henri IV (Shakespeare)
Pour les articles homonymes, voir Henri et Henri IV.

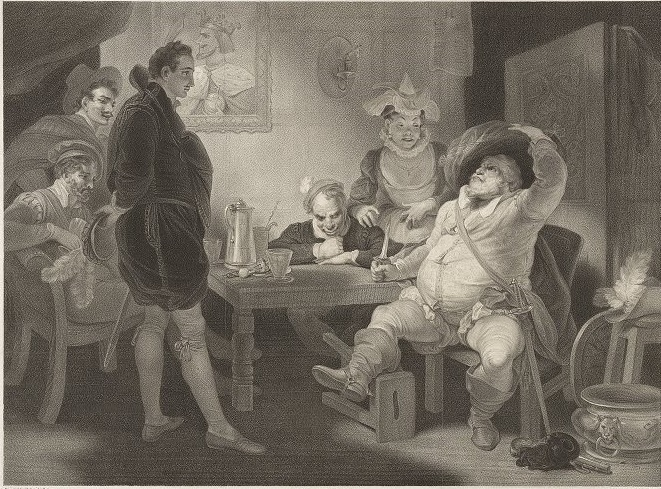
Une scène d’Henri IV (gravure d'après Robert Smirke, 1805).

Henri IV (en anglais Henry IV) est une pièce de théâtre écrite entre 1596 et 1598 par William Shakespeare. Le personnage éponyme est le roi Henri IV d'Angleterre.
Cette pièce fait partie de ce que la critique appelle « la seconde tétralogie » de Shakespeare ; elle évoque la prise de pouvoir et l'ascension de la maison de Lancastre, avec la déposition de Richard II d'Angleterre, puis le règne d’Henri IV d'Angleterre (deux pièces : Henry IV (première partie) et Henry IV (deuxième partie)) et de son fils Henri V d'Angleterre. C’est en quelque sorte la présuite de la « Première tétralogie » qui mettait en scène la chute de la maison d'York et l'avènement de la dynastie des Tudor.

## Personnages

### 1repartie
- Le roi Henri IV
- Henri, prince de Galles, fils aîné du roi, surnommé ici Hal, futur roi Henri V, repéré dans les dialogues par « le prince »
- Jean de Lancastre, troisième fils du roi

Partisans du roi
- Le comte de Westmoreland, 1er du nom
- Sir Walter Blunt (en), loyal partisan du roi, à ne pas confondre avec un autre Blunt, décapité à la fin de Richard II

Adversaires du roi
- Le comte de Northumberland, premier du nom, père du suivant et frère de Thomas Percy
- Henry Percy, 2e comte de Northumberland, surnommé Hotspur, fils du précédent. Présenté comme de la même génération que le prince Henri, Hotspur a en réalité 23 ans de plus que lui[1]
- Thomas Percy, comte de Worcester, frère de Henry Percy senior et oncle de Hotspur
- Edmond Mortimer, mélange de sir Edmond Mortimer et de son neveu Edmond Mortimer, 5e comte de March[2], confusion faite par Holinshed et reproduite par Shakespeare également dans les pièces Henry VI
- Archibald, comte de Douglas, 4e du nom
- Owen Glendower
- Sir Richard Vernon, allié des Percy
- Richard Scroope, archevêque d'York
- Sir Michaël, un ami de l'archevêque d'York
- Lady Percy, femme de Hotspur et sœur d'Edmond Mortimer, appelée Kate par Shakespeare alors qu'elle est prénommée Elizabeth
- Lady Mortimer, fille de Glendower et femme d'Edmond Mortimer. Elle ne parle que le gallois.

Personnages comiques
- Sir John Falstaff, nom inventé remplaçant le nom originel sir John Oldcastle à cause des protestations de la famille[3]. Il a fait le scandale et le succès de la pièce
- Edward Poins (Ned), ami du prince Henri pendant sa folle jeunesse
- Peto, compagnon de Hal et de Falstaff
- Bardolph, compagnon de Hal et de Falstaff
- Gadshill, surnom d'un malfaiteur emprunté par Shakespeare[4]
- Madame Quickly, patronne de l'auberge La Hure de Sanglier à Eastcheap
- Seigneurs, officiers, un shérif, deux voituriers, un garçon d'auberge, un cabaretier, messagers, serveurs, voyageurs, etc.

### 2epartie
- Rumeur, personnage allégorique du prologue
- Le roi Henri IV
- Henri, prince de Galles, fils aîné du roi, surnommé Hal, futur roi Henri V
- Jean de Lancastre, troisième fils du roi
- Thomas, duc de Clarence, deuxième fils du roi
- Humphrey, duc de Gloucester, quatrième fils du roi

Partisans du roi
- Le comte de Westmoreland, 1er du nom
- Sir John Blunt, à ne pas confondre avec Walter Blunt, autre loyal partisan du roi, tué dans la première partie à la bataille de Shrewsbury
- Le comte de Warwick
- Le comte de Surrey (en)
- Gower
- Harcourt, qui n'apparaît que pour annoncer la défaite de Northumberland et de Bardolph (acte IV scène 3)
- Le Grand Juge (Lord Chief Justice, William Gascoigne (en))
- Son serviteur

Adversaires du roi
- Le comte de Northumberland, premier du nom, père de Hotspur, tué dans la première partie
- Lady Percy, Margaret Neville, femme du précédent
- Lady Percy, veuve de Hotspur, appelée Kate par Shakespeare alors qu'elle est prénommée Elizabeth
- Richard Scroope, archevêque d'York
- Lord Thomas Mowbray, fils aîné de Mowbray, adversaire du futur Henri IV dans Richard II et mort à Venise en 1399. Henry IV a refusé à ce fils le titre de duc de Norfolk porté par son père
- Lord Hastings, titre dormant et disputé à cette époque. Ce nom apparaîtra aussi dans Richard III, désignant un autre personnage
- Lord Thomas Bardolph, personnage historique qui n'a rien à voir avec Bardolph, le compagnon au nez écarlate de Falstaff
- Travers, pas de réalité historique
- Morton, pas de réalité historique
- Sir John Colevile, est mentionné dans Holinshed parmi les rebelles exécutés

Personnages comiques
- Sir John Falstaff, gentilhomme bouffon. Son nom inventé remplace le nom originel, sir John Oldcastle, à cause des protestations de la famille[3]. Il a beaucoup participé au succès de la pièce
- Robin, le page de Falstaff
- Edward Poins (Ned), ami du prince Henri
- Peto et Bardolph, deux compagnons de Hal et de Falstaff
- Pistolet
- Shallow (Falot) et Silence, deux juges de paix
- Davy, serviteur de Falot
- Fang et Snare (Pince et Coince), deux sergents
- Cinq recrues : Mouldy, Shadow, Wart, Feeble et Bullcalf (Lerance, Delombre, Furoncle, Gringalet et Grandveau)[5]
- Doll Tearsheet (Lola Troussedraps[5])
- Madame Quickly, patronne de l'auberge La Hure de Sanglier à Eastcheap
- Serveurs, bedeau, portier, messager, soldats, seigneurs, musiciens, serviteurs

## Henri IV au cinéma
Le film de Gus Van Sant, My Own Private Idaho, aux accents shakespeariens, s'inspire librement de Henri IV. Keanu Reeves y incarne un personnage rappelant le Prince Hal et William Richert un personnage rappelant Falstaff.